# Alaa Abdelnaby
Alaa Abdelnaby (Arabisch: علاء عبد النبي) (Alexandrië, 24 juni 1968) is een voormalig Egyptisch/Amerikaans basketballer.

## Carrière
Abdelnaby is geboren in Alexandrië in Egypte maar verhuisde op tweejarige leeftijd naar de Verenigde Staten. Hij speelde collegebasketbal voor de Duke Blue Devils van 1986 tot 1990. Hij werd in de NBA draft van 1990 in de eerste ronde als 25e uitgekozen door de Portland Trail Blazers. Hij speelde twee seizoenen bij de Trail Blazers voordat hij geruild werd naar de Milwaukee Bucks voor Tracy Murray. Hij speelde maar twaalf wedstrijden voor de Bucks voordat hij opnieuw werd betrokken in een ruil, ditmaal naar de Boston Celtics voor Jon Barry en een draftpick. Hij speelde anderhalf seizoen voor Boston maar geraakte in zijn tweede jaar niet verder dan invalbeurten in dertien wedstrijden.
Hij tekende in 1994 een contract bij de Sacramento Kings, maar na een half seizoen werd zijn contract ontbonden. Hij tekende daarop twee keer een 10-dagen contract bij de Philadelphia 76ers maar zag deze korte contracten niet uitmonden in een langdurig contract. Hij tekende in oktober 1995 een eenjarig contract bij de Golden State Warriors maar zag dit contract al ontbonden na een paar weken en speelde nooit voor de Warriors.
Het seizoen 1995/96 bracht hij door bij het Griekse Papagou BC. Het seizoen erop speelde hij opnieuw in de Verenigde Staten maar niet meer in de NBA maar bij de Omaha Racers. Het seizoen 1997/98 speelde hij bij de Olympique Antibes in Frankrijk. Hij speelde nog een laatste seizoen bij de Idaho Stampede.
Na zijn basketbalcarrière werd hij commentator van de NBA in het Arabisch voor Orbit Satellite Television. Hij is anno 2021 actief als analist voor de CBS Radio en de NBC in de wedstrijden van de Philadelphia 76ers. Hij is tevens aan het werk geweest als analist voor NBAtv.
Hij was de eerste Egyptische basketbalspeler die in de NBA speelde.

## NBA Statistieken

### Regulier seizoen
| Seizoen  | Team                   | WG  | WS | MPW  | 2P%  | 3P% | FW%  | RPW | APW | SPW | BPW | PPW |
| -------- | ---------------------- | --- | -- | ---- | ---- | --- | ---- | --- | --- | --- | --- | --- |
| 1990/91  | Portland Trail Blazers | 43  | 0  | 6,7  | 47,4 | 0,0 | 56,8 | 2,1 | 0,3 | 0,1 | 0,3 | 3,1 |
| 1991/92  | Portland Trail Blazers | 71  | 1  | 13,2 | 49,3 | 0,0 | 75,2 | 3,7 | 0,4 | 0,4 | 0,2 | 6,1 |
| 1992/93  | Milwaukee Bucks        | 12  | 0  | 13,3 | 46,4 | 0,0 | 75,0 | 3,1 | 0,8 | 0,2 | 0,3 | 5,3 |
| 1992/93  | Boston Celtics         | 63  | 52 | 18,3 | 52,5 | 0,0 | 76,0 | 4,8 | 0,3 | 0,3 | 0,4 | 8,2 |
| 1993/94  | Boston Celtics         | 13  | 0  | 12,2 | 43,6 | 0,0 | 64,0 | 3,5 | 0,2 | 0,2 | 0,2 | 4,9 |
| 1994/95  | Sacramento Kings       | 51  | 0  | 9,3  | 53,2 | 0,0 | 57,1 | 2,1 | 0,3 | 0,3 | 0,2 | 5,0 |
| 1994/95  | Philadelphia 76ers     | 3   | 0  | 10,0 | 9,1  | 0,0 | 0,0  | 2,7 | 0,0 | 0,0 | 0,0 | 0,7 |
| Carrière | Carrière               | 256 | 53 | 12,5 | 50,2 | 0,0 | 70,1 | 3,3 | 0,3 | 0,3 | 0,2 | 5,7 |

### Play-offs
| Seizoen  | Team                   | WG | WS | MPW  | 2P%  | 3P% | FW%  | RPW | APW | SPW | BPW | PPW |
| -------- | ---------------------- | -- | -- | ---- | ---- | --- | ---- | --- | --- | --- | --- | --- |
| 1990/91  | Portland Trail Blazers | 5  | 0  | 2,6  | 33,3 | 0,0 | 0,0  | 0,6 | 0,0 | 0,0 | 0,0 | 0,8 |
| 1991/92  | Portland Trail Blazers | 8  | 0  | 3,1  | 50,0 | 0,0 | 50,0 | 0,5 | 0,3 | 0,0 | 0,0 | 1,5 |
| 1992/93  | Boston Celtics         | 4  | 4  | 17,0 | 45,8 | 0,0 | 0,0  | 3,3 | 0,3 | 0,0 | 0,3 | 5,5 |
| Carrière | Carrière               | 17 | 4  | 6,2  | 45,0 | 0,0 | 50,0 | 1,2 | 0,2 | 0,0 | 0,1 | 2,2 |